# Moy Mell
Moy Mell, An Irish tone-poem is een compositie van Arnold Bax voor twee piano’s.
Bax schreef het werk al in 1916 naar aanleiding van de Paasopstand die uiteindelijk zou leiden naar de onafhankelijkheid van Ierland. Bax schreef toen een aantal werken die terugvoerden op Ierland, alwaar hij een tijd gewoond had. In memoriam Patrick Pearse, het Elegisch trio en In memoriam waren namelijk ook met de Ierse zaak verbonden. Moy Mell (met subtitel Plain of joy of The pleasant plain) verwijst naar Magh Mell, vlakte van plezier in de Ierse/Keltische mythologie. De eerste uitvoering vond nog in dat jaar plaats op 5 december 1916, gespeeld door Myra Hess en Irene Sharrer (Hess was bewonderaarster van de pianomuziek van Bax). Bax dateerde het zelf op 1917 en het jaar daarop werd het uitgegeven.
Het piano-echtpaar Ethel Bartlett en Rae Robertson namen het werk minstens tweemaal mee tijdens concertreizen door Nederland. In 1927 was het bijvoorbeeld te horen in Pulchri. In 1929 in Rotterdam (Kunstkring, Grote Nutszaal) en Groningen (Groningsche Muziekvereeniging).
In 2017 zijn er drie verschillende uitvoeringen verkrijgbaar:
- Bartlett en Robertson: selected recordings 1927-1947 op APR
- Jeremy Brown en Seta Tanyel: Piano duos van Bax op Chandos in een opname uit 1987
- Ashley Wass en Martin Roscoe: Music for two pianos op Naxos in een opname uit 2006